# Sphaerephesia similisetis
Sphaerephesia similisetis är en ringmaskart som beskrevs av Fauchald 1972. Sphaerephesia similisetis ingår i släktet Sphaerephesia och familjen Sphaerodoridae. Inga underarter finns listade i Catalogue of Life.